# یورس اکوره
یورس اکوره (زادهٔ ۱۱ اوت ۱۹۹۲) بازیکن فوتبال اهل کشور دانمارک است.
وی برای تیم ملی فوتبال دانمارک ۸ بازی انجام داده و ۰ گل به ثمر رسانده‌است. پست تخصصی این بازیکن نیز، دفاع است.